# San Bernardo, Ixhuatlán de Madero
San Bernardo är en ort i Mexiko.   Den ligger i kommunen Ixhuatlán de Madero och delstaten Veracruz, i den sydöstra delen av landet, 180 km nordost om huvudstaden Mexico City. San Bernardo ligger 215 meter över havet och antalet invånare är 181.
Terrängen runt San Bernardo är huvudsakligen kuperad, men den allra närmaste omgivningen är platt. Runt San Bernardo är det ganska tätbefolkat, med 100 invånare per kvadratkilometer. Närmaste större samhälle är Tlachichilco, 13,7 km sydväst om San Bernardo. I omgivningarna runt San Bernardo växer huvudsakligen savannskog.